# 久保裕也 (野球)
久保 裕也（くぼ ゆうや、1980年5月23日 - ）は、福岡県福岡市中央区出身の元プロ野球選手（投手）。右投右打。現在は東北楽天ゴールデンイーグルスで一軍投手コーチを務める。
愛称は「くぼゆ」。

## 経歴

### プロ入り前
東京都生まれ。大手建設会社に勤務する父の転勤で生後まもなく茨城県へ引っ越し、その後群馬県、鹿児島県を経て5歳から小学5年生までは大分県で、小学6年生から福岡市中央区で育った。
1999年、沖学園高等学校から東海大学へ進学。同大学野球部時代の1年時、前年秋に2学年上の長坂秀樹投手が途中退部したこともありストッパーを担い、2年時からはエース格となり、明治神宮野球大会では2年連続で準優勝。3年時は全日本大学野球選手権大会で優勝し、最高殊勲選手賞、最優秀投手賞を受賞。2年までは150kmを超える速球で三振を取る投球で、早くから将来のドラフトの目玉と言われたが登板過多により右肘を故障、打たせて取る投球に変更した。首都大学リーグ通算58試合登板、33勝8敗、防御率1.06、345奪三振。33勝はリーグ歴代5位。最高殊勲選手4回、最優秀投手4回、ベストナイン2回受賞。大学同期に鞘師智也や小林正人ら。鞘師や木佐貫洋（亜大）らと共に第1回世界大学野球選手権日本代表に選出され3位入賞に貢献した。
2002年のプロ野球ドラフト会議で読売ジャイアンツから自由獲得枠指名。契約金1億円、年俸1500万円（金額は推定）という条件で入団した。背番号は11。大学の卒業に必要な単位を在学中の4年間で取得できなかったが、巨人への入団後にオフシーズンを利用して残り単位を取得し、卒業を認定された。

### 巨人時代

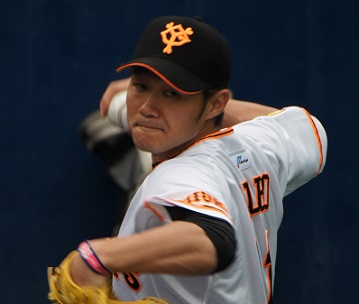
巨人時代

2003年は、公式戦の開幕を一軍で迎えると、3月28日の対中日ドラゴンズ戦でプロ初登板。4月2日の対横浜ベイスターズ戦でプロ初勝利を挙げた。1年目は38試合に登板して6勝を挙げた。
2004年はイースタン・リーグ開幕戦でノーヒットノーランを達成。5月16日の対ヤクルトスワローズ戦ではプロ初完投。7月6日の対横浜戦でプロ初セーブを記録。この年、一軍では35試合（先発13試合、リリーフ22試合）に登板し、チーム最多の8セーブを挙げ、防御率4.08だった。
2005年は、シーズン当初は先発だったが、チーム事情ですぐにリリーフに転向。同様に先発候補であった林昌範と共にシーズンを通じてセットアッパーを担った。また、不振のダン・ミセリに代わり何度か抑えも経験した。最終的に64試合に登板し7勝4敗7セーブ、防御率3.43。
2006年は、林昌範、豊田清、高橋尚成らとともにセットアッパーとして起用される。56試合に登板し、5勝6敗20ホールド、防御率3.08の成績を挙げた。
2007年は、吉武真太郎の加入などにより競争が激化した中継ぎ投手陣を生き残るため、春季キャンプではサイドスローを試行する（その後オーバースローに戻す）。先発へ再転向したこの年の5月5日の対ヤクルト戦では8安打3四死球と毎回のように走者を背負う苦しい投球ながら9奪三振を奪い、プロ初完封を達成。しかし、次の登板で打ち込まれ二軍降格、その後は一軍と二軍を行き来してシーズンを終えた。
2008年は、9月12日のシーズン初登板で、リリーフとして1回を3者連続三振で抑え、9月16日には先発で8回1失点でシーズン初勝利を挙げた。
2009年は、一軍ではわずか7試合の登板（うち3試合は救援登板）にとどまり、先発登板した8月27日の中日戦で1勝を挙げるのみで終わった。
2010年は、生え抜き最年長投手となる。この年コーチに就任した木村拓也がシーズン中に急逝したことを受け、「投手のユーティリティープレイヤーを目指す」という姿勢の元に再起。当初は敗戦処理を務めるも後にセットアッパーを任されるようになり、イニングまたぎやロングリリーフなどまさにユーティリティーな働きを見せた。同年のオールスターゲームに監督推薦枠で初出場となり、第1戦の5回裏に登板し、打者3人に対して2奪三振と好投を見せた。このシーズン後半は9月15日には自己最速の151km/hを記録し、9月21日の対横浜戦では、敗戦投手になってしまったものの、74試合目の登板を記録。2009年に山口鉄也が記録した73試合を上回り、球団最多登板記録を更新した。結局、シーズン通算でリーグ最多の79試合に登板し、チーム最多のホールド数を記録した。中日と対戦したクライマックスシリーズファイナルステージでは第4戦の9回に和田一浩にサヨナラ適時打を打たれ敗戦投手となり、チームもCS敗退となった。
2011年は、開幕後セットアッパーとして起用されていたが、後半戦から抑えに定着。7月5日の対ヤクルト戦から8月16日の対中日戦まで20試合連続無失点の球団新記録を達成。8月は1勝11セーブ、防御率0.63という好成績を残し、自身初の月間MVPに選出された。シーズン終了後には慢性的な痛みを抱えてきた右股関節の手術を受けた。
2012年は、手術からの回復を急ぎ、開幕には間に合ったものの、フォームのバランスを崩す。4月6日に右肘痛のため一軍登録を抹消され、5月29日に右肘靱帯再建手術（トミー・ジョン手術）を受け、シーズン中の復帰が絶望となった。契約更改では5000万円減の1億円でサインした。
2013年は、2月に手術後初めてブルペン入りし、6月に二軍で1年3か月ぶりの公式戦登板。一軍登板はなく、イースタン・リーグでは8試合に登板し、7回1/3を投げ7失点だった。
2014年は、4月19日の対中日戦で746日ぶりに一軍登板。翌20日の試合では1005日ぶりのホールドを記録し、5月21日の対埼玉西武ライオンズ戦では983日ぶりに勝利投手となった。しかし8月25日の中日戦で3者連続押し出し四球を与えたことで、監督の原辰徳から苦言を呈された。8月31日の横浜DeNAベイスターズ戦では2009年以来5年ぶりに先発のマウンドにも立った。最終的に防御率は4.73だったものの前々年の故障から復活し48試合に登板。4勝4敗11ホールドを記録し、リーグ3連覇に貢献した。
2015年は、巨人生え抜きの投手で現役最年長の35歳になったが、一軍公式戦への登板機会がなかった。イースタン・リーグ公式戦では、夏場から投球のパフォーマンスが過去2年に比べて安定。しかし、レギュラーシーズンの終盤には、翌2016年の戦力構想から外れていることが判明した。久保が他球団での現役続行の意向を示したことから、球団ではその意向を尊重すべく、10月1日付で久保の退団を決定。二軍のイースタン・リーグ優勝で臨んだ福岡ソフトバンクホークスとのファーム日本選手権（同月3日）では、巨人での最終登板を救援投手として迎えると、1回を無四球無失点に抑えた。

### DeNA時代

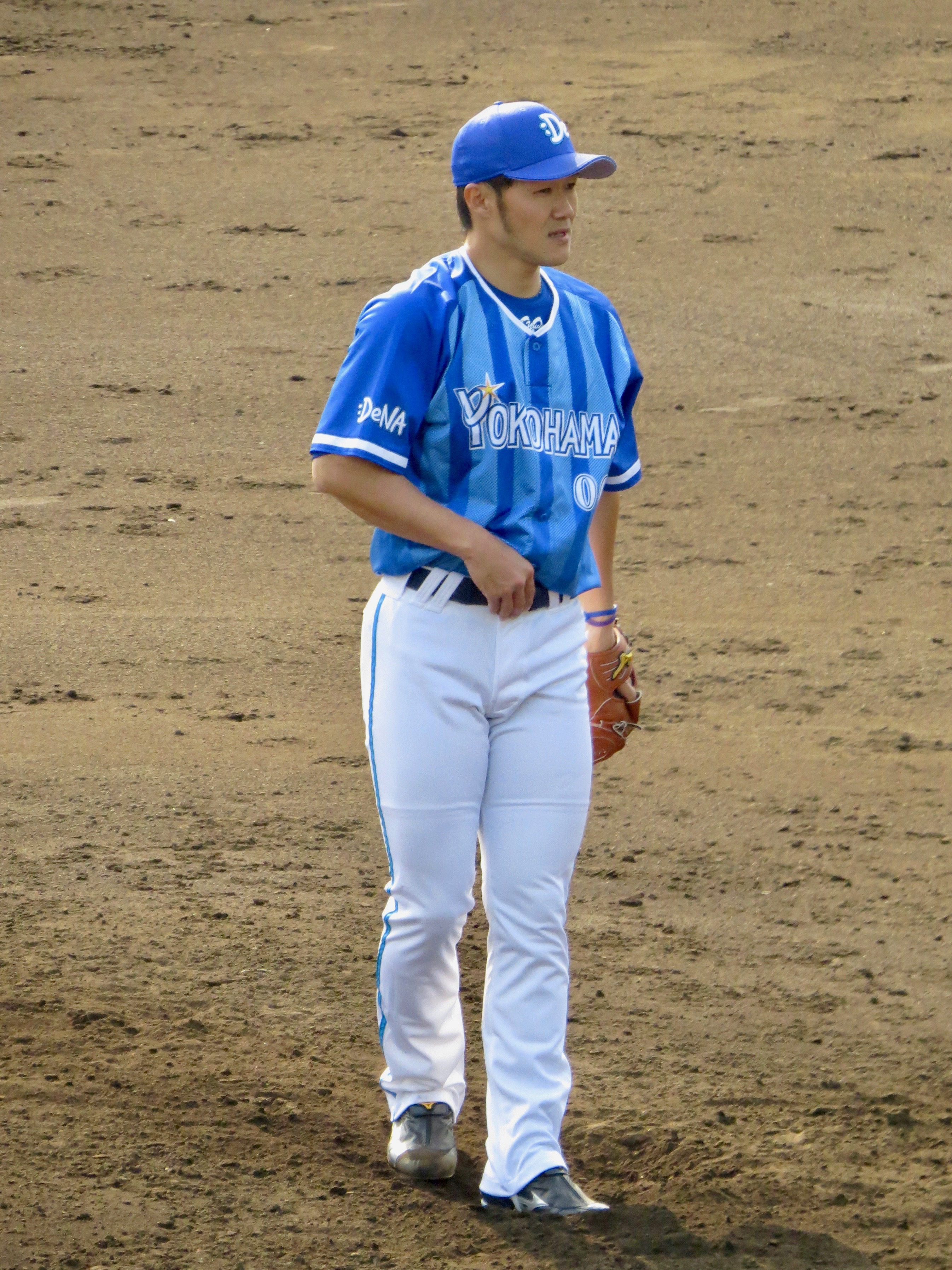
DeNA時代
（2016年 さいたま市営浦和球場）

2015年11月18日に横浜DeNAベイスターズと入団契約で合意に達したことを発表した。11月26日には、巨人OBの高田繁ゼネラルマネジャーと共に入団記者会見を実施。推定年俸は1500万円で、この年にDeNAで現役を引退した巨人時代のチームメイト・東野峻から背番号00を引き継いだ。チームに同姓の久保康友がいたことから、スコアボード上では久保裕という表記を用いた。なお、両名とも名前のイニシャルが「Y」であったが、久保裕也が背ネームを「Y.KUBO」、久保康友が当初より使用していた「KUBO」とすることで区別した。
2016年は、開幕を二軍で迎えた。7月6日の対ヤクルト戦で、移籍後初の一軍マウンドを経験。以降は、ビハインドの場面を中心に、救援投手として起用された。8月15日の出場選手登録抹消後は一軍への復帰を果たせず9試合の登板に留まり、10月2日に球団から戦力外通告を受けた。

### DeNA退団後
NPB他球団での現役続行を希望していたことから、2016年11月12日には、阪神甲子園球場で開催された12球団合同トライアウトに参加した。
2017年は、2月13日から4日間にわたって、東北楽天ゴールデンイーグルスの春季キャンプに参加。最終日の2月16日には、入団テストを兼ねて、久保がハンファ・イーグルス（KBO）との練習試合に登板。救援で1イニングを無失点に抑え、試合後に楽天球団の星野仙一副会長からテストへの合格を告げられた。

### 楽天時代

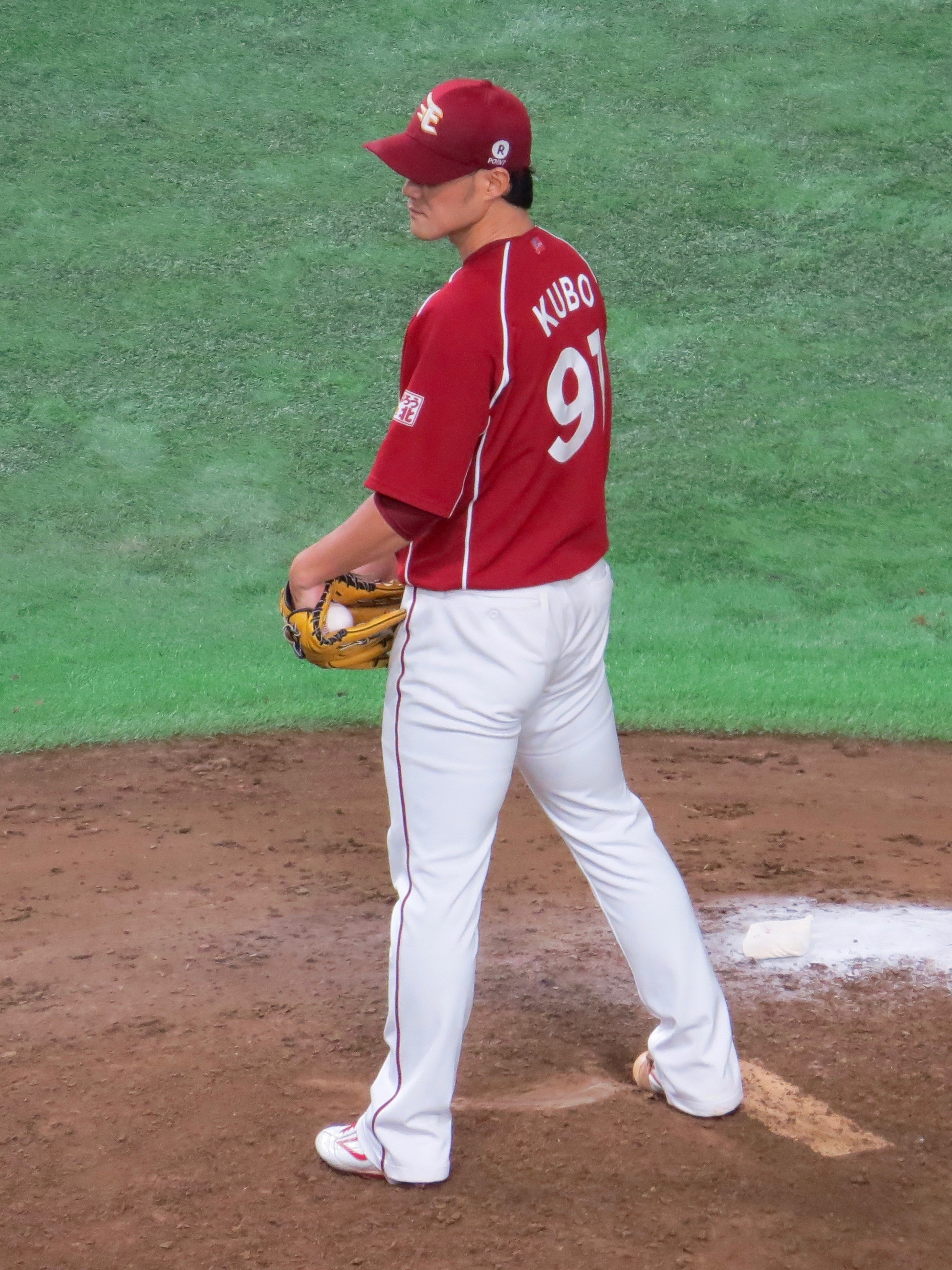
楽天時代
（2017年 東京ドーム）

2017年2月17日に、東北楽天ゴールデンイーグルスが久保との間で入団契約に合意したことを発表した。入団当初の背番号は91で、入団時点では投手陣のチーム最年長（36歳）であった。6月3日に移籍後初めて出場選手登録。6月6日に古巣・DeNAとのセ・パ交流戦（荘内銀行・日新製薬スタジアム）で移籍後初の一軍公式戦登板を果たし、中継ぎ投手として登板を重ねた。7月23日には、対オリックス・バファローズ戦（Koboパーク宮城）で、同点の9回表無死から登板。7球で三者凡退に抑えると、その裏にジャフェット・アマダーがサヨナラ本塁打を打ったことによって、パシフィック・リーグ公式戦での初勝利を記録した。久保がNPBの一軍公式戦で勝利投手になったのは、巨人時代の2014年9月17日に対広島戦（マツダスタジアム）での救援登板で記録して以来1040日ぶりだった。巨人時代の本拠地・東京ドームにおける北海道日本ハムファイターズの主催試合であった9月7日の日本ハム戦で、シーズン3勝目を記録。東京ドームの公式戦での勝利は2014年8月22日の対中日戦以来であった。しかし、登板後に血行障害が疑われる症状が右手の指に現れたことから、9月9日に出場選手登録を抹消された。さらに、抹消後の検査で右手第4指・第5指の血流が低下していることが判明したため、一軍への復帰には至らなかった。一軍公式戦では、通算27試合の登板で3勝1敗6ホールド、防御率3.60の成績を残した。10月7日に3年連続となる戦力外通告を受けたが、リハビリへの専念を前提に支配下登録選手契約を解除しただけで、シーズン終了後の11月17日には2.5倍増の年俸1500万円（推定）で育成選手契約へ移行することが発表された。育成選手としての背番号は091。
2018年は、5月5日付で支配下登録選手へ再び移行。背番号を91へ戻すとともに、同日の対埼玉西武ライオンズ戦（楽天生命パーク宮城）から一軍へ復帰した。復帰後は、一軍公式戦25試合の登板で、1勝1セーブ3ホールド、防御率1.71という好成績を残した。4年連続の戦力外通告を免れたばかりか、シーズン終了後の契約交渉では、支配下登録選手として推定年俸1700万円という条件で契約を更改した。
2019年は、6月3日にイースタン・リーグの対千葉ロッテマリーンズ戦で、先発・由規→2番手・熊原健人からの継投によるノーヒットノーランを達成。一軍公式戦でも、同月13日の対ヤクルト戦（楽天生命パーク）でシーズン初登板を果たすと、救援で初勝利を挙げた。9月15日の対オリックス戦（京セラドーム大阪）6回裏の途中からシーズン21試合目の登板を記録したことによって、NPB史上101人目の一軍公式戦通算500試合登板を達成。シーズン通算では、22試合の登板で2勝1敗2ホールド、防御率2.82を記録した。
2020年は、40歳の誕生日（5月23日）を経て、レギュラーシーズン開幕1か月後の7月29日に出場選手登録。同月31日の対ロッテ戦（楽天生命パーク）で一軍公式戦でのシーズン初登板を果たすと、好救援によってシーズン初勝利を挙げた。しかし、最終成績は5試合の登板で1勝0敗1ホールド、防御率13.50に終わり、11月7日に現役引退を発表した。

### 現役引退後
2021年から2024年まで、楽天の二軍投手コーチを務めた。背番号は現役時代から引き続いて91を使用している。2025年からは同球団で一軍投手コーチを務める。

## 選手としての特徴
平均球速約141km/hの速球。

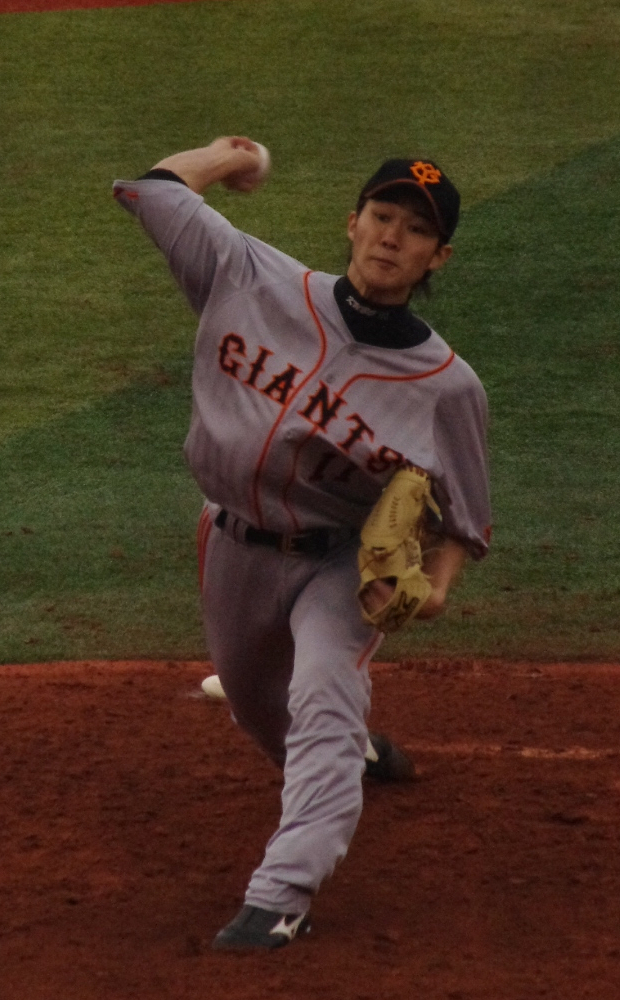
久保の投球フォーム（巨人時代の2012年3月）

連投にも長いイニングの投球にも耐えられるほどのスタミナの持ち主で、東京ドームが本拠地である巨人時代の2009年までは、先発からワンポイント・リリーフまで幅広く起用されていた。その影響で成績が安定しなかったものの、セットアッパーに固定された2010年から成績が安定。2011年の後半にはクローザーを任された。もっとも、楽天時代の2017年に東京ドームで勝利を挙げた際には、同ドームのマウンドとの相性が最も悪いことを告白している。

## 詳細情報

### 年度別投手成績
| 年 度      | 球 団      | 登 板 | 先 発 | 完 投 | 完 封 | 無 四 球 | 勝 利 | 敗 戦 | セ 丨 ブ | ホ 丨 ル ド | 勝 率 | 打 者 | 投 球 回 | 被 安 打 | 被 本 塁 打 | 与 四 球 | 敬 遠 | 与 死 球 | 奪 三 振 | 暴 投 | ボ 丨 ク | 失 点 | 自 責 点 | 防 御 率 | W H I P |
| ---------- | ---------- | ----- | ----- | ----- | ----- | -------- | ----- | ----- | -------- | ----------- | ----- | ----- | -------- | -------- | ----------- | -------- | ----- | -------- | -------- | ----- | -------- | ----- | -------- | -------- | ------- |
| 2003       | 巨人       | 38    | 13    | 0     | 0     | 0        | 6     | 7     | 0        | --          | .462  | 470   | 109.2    | 115      | 18          | 29       | 2     | 4        | 105      | 10    | 0        | 61    | 52       | 4.27     | 1.31    |
| 2004       | 巨人       | 35    | 13    | 1     | 0     | 1        | 7     | 6     | 8        | --          | .538  | 439   | 99.1     | 116      | 10          | 30       | 2     | 3        | 86       | 5     | 0        | 52    | 45       | 4.08     | 1.47    |
| 2005       | 巨人       | 64    | 1     | 0     | 0     | 0        | 7     | 4     | 7        | 17          | .636  | 346   | 78.2     | 82       | 8           | 27       | 10    | 7        | 67       | 3     | 0        | 32    | 30       | 3.43     | 1.39    |
| 2006       | 巨人       | 59    | 0     | 0     | 0     | 0        | 5     | 6     | 0        | 18          | .455  | 266   | 61.1     | 58       | 7           | 26       | 4     | 3        | 60       | 4     | 1        | 29    | 21       | 3.08     | 1.37    |
| 2007       | 巨人       | 13    | 9     | 1     | 1     | 0        | 3     | 5     | 0        | 1           | .375  | 260   | 60.1     | 67       | 13          | 12       | 2     | 6        | 46       | 0     | 0        | 29    | 29       | 4.33     | 1.31    |
| 2008       | 巨人       | 6     | 2     | 0     | 0     | 0        | 2     | 0     | 0        | 1           | 1.000 | 74    | 17.2     | 17       | 0           | 4        | 0     | 0        | 14       | 2     | 0        | 5     | 4        | 2.04     | 1.19    |
| 2009       | 巨人       | 7     | 4     | 0     | 0     | 0        | 1     | 0     | 0        | 0           | 1.000 | 116   | 27.1     | 24       | 3           | 10       | 0     | 1        | 25       | 3     | 0        | 10    | 10       | 3.29     | 1.24    |
| 2010       | 巨人       | 79    | 0     | 0     | 0     | 0        | 8     | 1     | 1        | 32          | .889  | 376   | 91.0     | 72       | 8           | 23       | 4     | 7        | 96       | 5     | 0        | 28    | 28       | 2.77     | 1.04    |
| 2011       | 巨人       | 67    | 0     | 0     | 0     | 0        | 4     | 2     | 20       | 21          | .667  | 273   | 69.0     | 45       | 1           | 20       | 3     | 1        | 67       | 5     | 0        | 9     | 9        | 1.17     | 0.94    |
| 2012       | 巨人       | 2     | 0     | 0     | 0     | 0        | 0     | 0     | 0        | 0           | ----  | 8     | 1.0      | 2        | 0           | 2        | 0     | 1        | 1        | 0     | 0        | 3     | 1        | 9.00     | 4.00    |
| 2014       | 巨人       | 48    | 2     | 0     | 0     | 0        | 4     | 4     | 0        | 11          | .500  | 257   | 59.0     | 59       | 8           | 20       | 2     | 6        | 51       | 2     | 0        | 31    | 31       | 4.73     | 1.34    |
| 2016       | DeNA       | 9     | 0     | 0     | 0     | 0        | 0     | 0     | 0        | 0           | ----  | 51    | 12.0     | 10       | 1           | 7        | 0     | 1        | 8        | 0     | 0        | 7     | 7        | 5.25     | 1.42    |
| 2017       | 楽天       | 27    | 0     | 0     | 0     | 0        | 3     | 1     | 0        | 6           | .750  | 127   | 30.0     | 21       | 1           | 18       | 0     | 3        | 17       | 0     | 0        | 12    | 12       | 3.60     | 1.30    |
| 2018       | 楽天       | 25    | 0     | 0     | 0     | 0        | 1     | 0     | 1        | 3           | 1.000 | 112   | 26.1     | 22       | 4           | 11       | 1     | 1        | 18       | 2     | 0        | 6     | 5        | 1.71     | 1.25    |
| 2019       | 楽天       | 22    | 0     | 0     | 0     | 0        | 2     | 1     | 0        | 2           | .667  | 94    | 22.1     | 16       | 3           | 11       | 0     | 1        | 14       | 1     | 0        | 7     | 7        | 2.82     | 1.21    |
| 2020       | 楽天       | 5     | 0     | 0     | 0     | 0        | 1     | 0     | 0        | 1           | 1.000 | 10    | 2.0      | 4        | 0           | 0        | 0     | 0        | 1        | 0     | 0        | 3     | 3        | 13.50    | 2.00    |
| 通算：16年 | 通算：16年 | 506   | 44    | 2     | 1     | 1        | 54    | 37    | 37       | 113         | .593  | 3279  | 767.0    | 730      | 85          | 250      | 30    | 45       | 676      | 42    | 1        | 324   | 294      | 3.45     | 1.28    |

- 各年度の太字はリーグ最高

### 表彰
- 月間MVP：1回（2011年8月）
- 「ジョージア魂」賞：1回（2011年度第9回）

### 記録
初記録
投手記録
- 初登板：2003年3月28日、対中日ドラゴンズ1回戦（東京ドーム）、8回表に3番手で救援登板、2/3回無失点
- 初奪三振：2003年3月30日、対中日ドラゴンズ3回戦（東京ドーム）、7回表に福留孝介から空振り三振
- 初勝利：2003年4月2日、対横浜ベイスターズ2回戦（東京ドーム）、9回表に3番手で救援登板・完了、1回無失点
- 初先発・初先発勝利：2003年5月15日、対横浜ベイスターズ8回戦（東京ドーム）、8回1失点
- 初完投勝利：2004年5月16日、対ヤクルトスワローズ8回戦（東京ドーム）、9回3失点
- 初セーブ：2004年7月6日、対横浜ベイスターズ14回戦（東京ドーム）、9回表に6番手で救援登板・完了、1回無失点
- 初ホールド：2005年5月20日、対北海道日本ハムファイターズ1回戦（東京ドーム）、9回表一死に2番手で救援登板、2/3回無失点
- 初完封勝利：2007年5月5日、対東京ヤクルトスワローズ8回戦（東京ドーム）

打撃記録
- 初安打：2003年8月17日、対阪神タイガース21回戦（東京ドーム）、2回裏に下柳剛から右翼線二塁打
- 初打点：2006年8月13日、対広島東洋カープ15回戦（広島市民球場）、8回表に林昌樹から右中間へ2点適時二塁打

節目の記録
- 100ホールド：2014年9月14日、対横浜DeNAベイスターズ19回戦（東京ドーム）、7回表二死に3番手で救援登板、1/3回無失点
- 500試合登板：2019年9月15日、対オリックス・バファローズ24回戦（京セラドーム大阪）、6回裏二死に2番手で救援登板、1/3回無失点 ※史上101人目

その他の記録
- 同一シーズン20ホールド・20セーブ：2011年 ※史上初
- 3者連続押し出し四球：2014年8月24日、対中日ドラゴンズ戦（東京ドーム）の7回表 ※史上7人目[52]
- オールスターゲーム出場：2回（2010年、2011年）

### 背番号
- 11（2003年[3] - 2015年）
- 00（2016年[26]）
- 91（2017年2月17日[31] - 同年終了、 2018年5月5日[40][48] - ）
- 091（2018年[39] - 同年5月4日）